# Graberec
Graberec je naseljeno mjesto u Republici Hrvatskoj u Zagrebačkoj županiji. 

## Zemljopis
Administrativno je u sastavu općine Dubrava. Naselje se proteže na površini od 3,28 km².

## Stanovništvo
Prema popisu stanovništva iz 2001. godine u Grabercu živi 226 stanovnika i to u 64 kućanstava. Gustoća naseljenosti iznosi 68,90 st./km².
| broj stanovnika | 79    | 72    | 91    | 123   | 152   | 188   | 215   | 249   | 300   | 299   | 287   | 255   | 238   | 220   | 226   | 231   | 217   |
|                 | 1857. | 1869. | 1880. | 1890. | 1900. | 1910. | 1921. | 1931. | 1948. | 1953. | 1961. | 1971. | 1981. | 1991. | 2001. | 2011. | 2021. |